# 다누키호

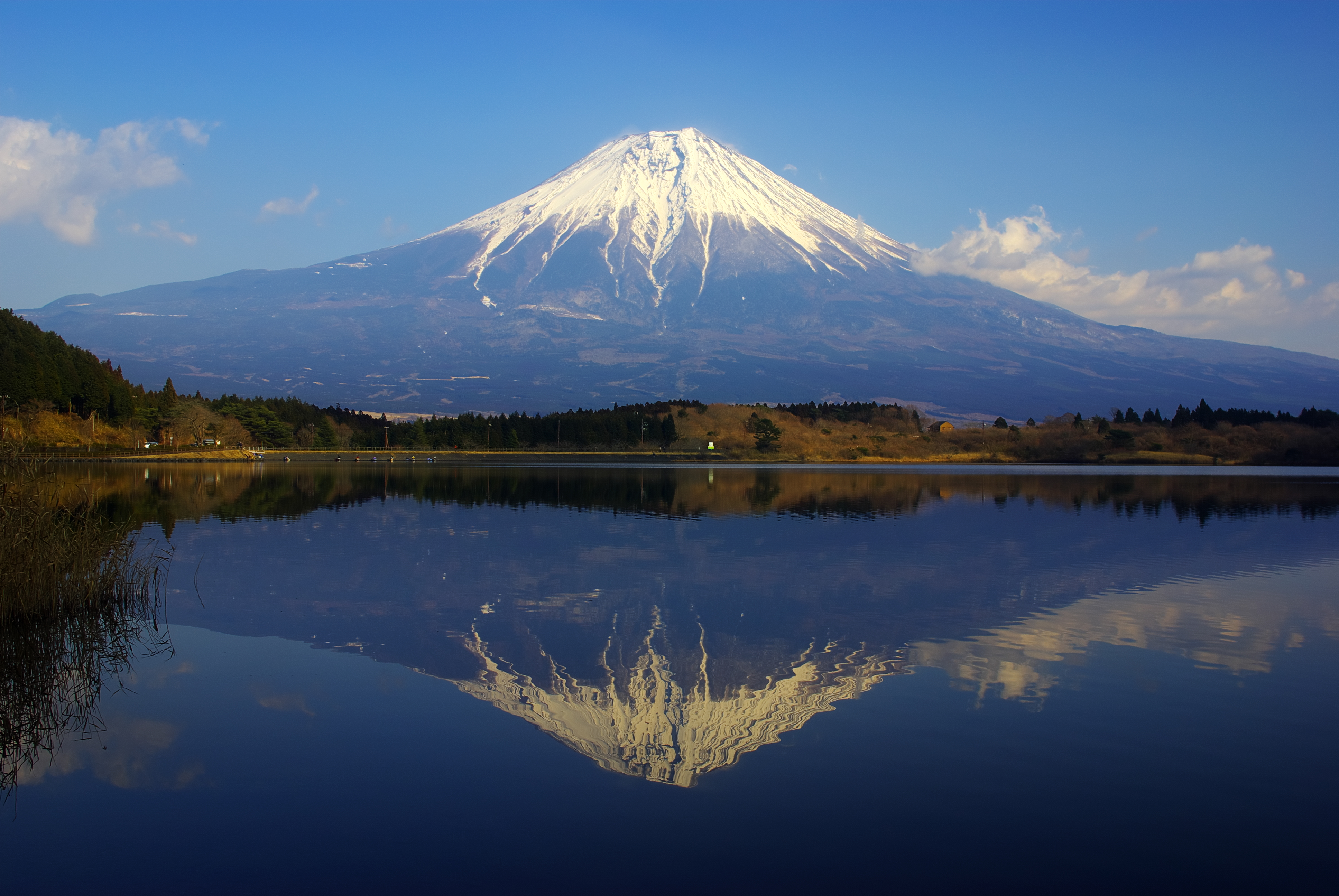
다누키호

다누키호(田貫湖 다누키코[*])는 일본 시즈오카현 후지노미야시에 있는 호수다. 단층 활동에 의해 융기한 고후지 이류로 인해 웅덩이가 된 땅을 확대시켜 형성된 인공호로, 후지산의 서쪽 기슭 아사기리고원의 일각에 위치한다.
호수 주변은 관광지화되어 자전거로 호수를 일주할 수 있는 도로 외에 숙박시설, 캠프장 등이 있다. 또한 보트 승강장도 있으며, 낚시도 활발히 행해지고 있다.